# Adolf Sahanek (zm. 1899)
Adolf Sahanek (ur. ok. 1819, zm. w lutym 1899 we Lwowie) – urzędnik.

## Życiorys
W latach 70. oraz do około 1882 był radcą oddziału rachunkowego w C. K. Namiestnictwie. Był odznaczony Orderem Franciszka Józefa.
Zasiadał we władzach firmy Zarejestrowana Lwowska Spółka Zaliczkowa Stowarzyszenia Urzędników z Poręką Nieograniczoną.
Zmarł w lutym 1899 we Lwowie w wieku 80 lat.